# Panteón de la Patria y de la Libertad Tancredo Neves
El Panteón de la Patria y la Libertad Tancredo Neves es un memorial cívico fúnebre para homenajear a personas brasileñas que, de algún modo, sirvieron a la madurez y engrandecimiento de la Nación Brasileña.

## Historia
El Panteón de la Patria y de la Libertad fue inaugurado el 7 de septiembre de 1986, patrocinado por la Fundação Bradesco y donado al gobierno brasileño durante la gestión de Jose Sarney.
Está ubicado en la Plaza de los Tres Poderes, en Brasilia. Creado por Oscar Niemeyer, presenta una arquitectura modernista simbolizando una paloma.  
Su intención es homenajear a todos aquellos que se destacaron en pro de la patria brasileña. Su concepción ocurrió durante la conmoción nacional causada por la muerte de Tancredo Neves, el primer presidente civil elegido – aunque indirectamente – después de 20 años de régimen militar, en 1984.
El área expositiva, totalmente dedicada a Tancredo Neves, fue reinaugurada en 2013. La nueva concepción, responsabilidad de Marcello Dantas y Silvia Albertini, privilegia el contacto directo del público con los asuntos tratados, por medio de la exposición de copias de documentos, películas de Silvio Tendeler y tecnologías interactivas.
Los nombres de los homenajeados constan en el “Libro de Acero”, también conocido como “Libro de los Héroes y Heroínas de la Patria”, el que les otorga el estatus de “héroe nacional”. El tomo se encuentra en la tercera planta, entre el Panel de la Inconfidencia, escultura en homenaje a los mártires del “levante mineiro” (revuelta del pueblo de Minas Gerais) de 1800  y el vidriera de Marianne Peretti. Toda vez que un nuevo nombre es grabado en sus páginas de metal juntamente a su biografía, se realiza una ceremonia in memoriam del homenajeado.

## El edificio
El Panteón de la Patria y de la Libertad Tancredo Neves está ubicado en la Plaza de los Tres Poderes, en Brasilia, fue proyectado por el arquitecto Oscar Niemeyer en 1985.
Su piedra fundacional fue puesta por el presidente de Francia, François Miterrand, el 15 de octubre de 1985 y el Panteón fue inaugurado el 7 de septiembre de 1986.
El Panteón posee tres plantas, con un área total construida de 2015 m². En su interior, en el salón Rojo, se encuentra el mural de la Libertad, del artista Athos Bulcão.
En la tercera planta está ubicado la vidriera de autoría de Marianne Peretti (también autora de las vidrieras de la Catedral Nuestra Señora Aparecida).
En el lado externo, en lo alto de una torre erigida en diagonal, arde una llama eterna. Una llama pequeña, que representa la libertad del pueblo y la independencia del país.
El Panteón fue declarado patrimonio histórico en 2007 por IPHAN, juntamente a otras 34 obras de Oscar Niemeyer, que cumplía cien años.

## Estructura
A diferencia de otros Panteones, el Panteón de la Patria no contiene la tumba de ninguno de los homenajeados. Como no se trata de un mausoleo, el término correcto para designar el monumento debería ser cenotafio, significando un memorial fúnebre erigido para homenajear alguna persona o grupo de personas cuyo restos mortales están en otro local o local desconocido.
Además del homenaje al expresidente Tancredo Neves, la estructura alberga también dos esculturas que homenajean a los mártires de la Inconfidencia Mineira (Revuelta del pueblo de Minas Gerais). La primera, titulada Mural de la Libertad, realizada por Athos Bulcão y está ubicada en el salón Rojo. El mural está formado por tres muros modulares, cada uno con 13,54 m de longitud por 2,76 de altura, formando un triángulo símbolo del movimiento mineiro (de Minas Gerais). La segunda escultura, llamada Panel de la Inconfidencia Minera, hecha por Joao Camara Filho, está ubicada en la tercera planta. Está formada por siete paneles, cada uno ilustrando una fase de la Inconfidencia Mineira, teniendo como foco el suplicio de Tiradentes.

## Homenajeados
Los nombres que constan en el “Libro de los Héroes y Heroínas de la Patria” son:
- Alférez Joaquim José da Silva Xavier, el Tiradentes, el primer nombre en el libro el 21 de abril de 1992 con ocasión del bicentenario de su ejecución. Incluido por la ley 7.919 del 11 de diciembre de 1989.
- Zumbi dos Palmares, incluido el 21 de marzo de 1997. Incluido por la ley 9.315, del 20 de noviembre de 1996.
- Mariscal Manuel Deodoro da Fonseca, incluido el 15 de noviembre de 1997 con ocasión del 108.º aniversario de la proclamación de la República. Incluido por la ley 7.919, del 11 de diciembre de 1989.
- Su Majestad Imperial (S.M.I.) Dom Pedro I (nombre completo: Pedro de Alcântara Francisco António João Carlos Xavier de Paula Miguel Rafael Joaquim José Gonzaga Pascoal Cipriano Serafim de Bourbon e Bragança), primer imperador de Brasil, proclamador de la independencia y fundador del Imperio brasileño, incluido el 5 de septiembre de 1999 con ocasión del 177.º aniversario de la proclamación de la independencia de Brasil en relación con el Reino Unido de Portugal, Brasil y Algarves. Incluido por la ley 9.828, del 30 de agosto de 1999.
- Mariscal Luís Alves de Lima e Silva, duque de Caxias, incluido el 28 de enero de 2003. Incluido por la ley 10.641, del 28 de enero de 2003.
- Francisco Alves Mendes Filho, el "Chico Mendes", incluido el 22 de septiembre de 2004 por la ley 10.952.[5]
- Coronel José Plácido de Castro, incluido el 17 de noviembre de 2004 con ocasión del centenario de la celebración del Tratado de Petropolis. Incluido por la ley 10.440, del 2 de mayo de 2002.
- Almirante Joaquim Marques Lisboa, marqués de Tamandaré, incluido el 13 de diciembre de 2004 con ocasión del 197. º aniversario de su nacimiento, declarado como el Día del Marinero.
- Almirante Francisco Manuel Barroso da Silva, barón de Amazonas, incluido el 11 de junio de 2005 con ocasión del 140.º aniversario de la Batalla Naval del Riachuelo.

- Mariscal-del-aire Alberto Santos Dumont, incluido el 26 de julio de 2006 con ocasión del centenario del vuelo del 14 Bis.
- José Bonifácio de Andrada e Silva, el Patriarca de la Independencia, incluido el 21 de abril de 2007.
- Frei Caneca, mártir de la Confederación del Ecuador, incluido el 11 de octubre de 2007.[6]
- Brigadier Antônio de Sampaio por la ley 11.932, del 24 de abril de 2009.

- Sepé Tiaraju, héroe guaraní misionero río-grandense, incluido el 21 de septiembre de 2009.[7]

- Ana Néri, popularmente conocida como Anna Nery, considerada la primera enfermera brasileña y heroína en la guerra del Paraguay, incluida el 2 de diciembre de 2009, por la ley 12.105.[8]

- Hipólito José da Costa Furtado de Mendonça, periodista creador del Correio Braziliense, por la ley n.º 12.283, del 5 de julio de 2010 (proyecto de ley 4401/2001).
- São José de Anchieta, por la ley n.º 12.284, del 5 de julio de 2010 (proyecto de ley 810/2003)
- Getúlio Dorneles Vargas, expresidente de la república, tuvo su nombre incluido por la ley 12.326, del 15 de septiembre de 2010.
- Heitor Villa-Lobos, maestro, por el proyecto de ley 1165/2003. Incluido por la ley 12.455, del 26 de julio de 2011.

- Mário Martins de Almeida, Euclides Bueno Miragaia, Dráusio Marcondes de Sousa y Antônio Américo Camargo de Andrade, conocidos por la sigla MMDC (Martins-Miragaia-Dráusio-Camargo), héroes paulistas de la Revolución Constitucionalista de 1932, incluidos el 20 de junio de 2011.

- Domingos José Martins, uno de los líderes de la Revolución Pernambucana de 1817, incluido el 15 de septiembre de 2011.
- Leonel Brazola, Líder político laborista, fue gobernador del Río Grande do Sul y del Río de Janeiro. Lideró el movimiento de la legalidad en 1961.
- Anita Garibaldi, incluida por la ley 12.615, del 30 de abril de 2012.
- Francisco Barreto de Meneses, João Fernandes Vieira, André Vidal de Negreiros, Henrique Dias, Antônio Filipe Camarão y Antônio Dias Cardoso, héroes de la Batalla de los Guararapes, que expulsó a los holandeses de Pernambuco en el siglo XVII, incluidos por la ley n.º 12.701, del 6 de agosto de 2012.
- Bárbara de Alencar, primera presa política del Brasil. Heroína del Ceará, líder independentista, republicana y abolicionista. Incluida por la ley 13.056 del 22 de diciembre de 2014.[9]
- Mariscal Cândido Mariano da Silva Rondon, por el proyecto de ley 562/2003. Incluido por la ley 13.141, del 30 de junio de 2015.
- Clara Camarão, indígena, considerada precursora del feminismo en  Brasil, incluida el 27 de marzo de 2017.
- Jovita Feitosa, voluntaria que luchó en la Guerra del Paraguay, incluida el 27 de marzo de 2017.
- Zuzu Angel, activista política que actuó en la época de la Dictadura militar, especialmente en la busca por los desaparecidos. Incluida el 12 de abril de 2017.
- Machado de Assis, escritor. Incluido el 21 de diciembre de 2017.[10]
- Carlos Gomes, maestro. Incluido el 26 de diciembre de 2017.[11]
- João Pedro Teixeira, incluido el 8 de enero de 2018.[12]
- José Feliciano Fernandes Pinheiro, primer vizconde de São Leopoldo, magistrado y uno de los fundadores del Instituto Histórico y Geográfico Brasileiro. Incluido por la ley 13.599 del 8 de enero de 2018.[13]
- Primer-teniente Euclides da Cunha, escritor y periodista brasileiro. Incluido por la ley 13.622 del 15 de enero de 2018.[14]
- Joaquim Francisco da Costa - hermano Joaquim. Incluido por la ley 13.636 del 15 de enero de 2018.[15]
- Luís Gama - abogado, uno de los pocos intelectuales negros en Brasil en la época de la esclavitud del siglo XIX. Incluido por la ley 13.628 del 16 de enero de 2018.[16]
- Miguel Arraes, abogado, economista y político brasileño. Considerado defensor a ultranza de los pobres, exgobernador de Pernambuco, exilado durante la dictadura militar. Incluido el 25 de septiembre de 2018.[17]

## En Espera
Algunos nombres propuestos para el Libro aún no fueron efectivamente incluidos por motivos no suficientemente claros, a pesar de que los respectivos proyectos de ley han entrado en vigor. Estos son:
- Mariscal Manuel Luís Osório, Marqués del Erval, incluido el 27 de mayo de 2008 por la ley 11.680.
- Ildefonso Pereira Correia, Barón del Serro Azul, incluido el 16 de diciembre de 2008 por la ley 11.863[2], del 2008.
- Roberto Landell de Moura, el 'padre brasileiro del radio', incluido el 30 de abril de 2012.

- Datos: Q65164160